# English Invitation Tournament 1957
Das English Invitation Tournament 1957 im Badminton fand vom 22. bis zum 23. November 1957 in Wimbledon statt.

## Sieger und Platzierte
| Disziplin    | Gold                        | Silber                         | Bronze                         |
| ------------ | --------------------------- | ------------------------------ | ------------------------------ |
| Herreneinzel | Peter Waddell               | John Timperley                 | John D. McColl                 |
| Herreneinzel | Peter Waddell               | John Timperley                 | Trevor Coates                  |
| Dameneinzel  | Heather Ward                | Iris Rogers                    | June Timperley                 |
| Dameneinzel  | Heather Ward                | Iris Rogers                    | Brenda Bird                    |
| Herrendoppel | F. John Shaw John D. McColl | John R. Best Tony Jordan       | Trevor Coates Michael Rawlings |
| Herrendoppel | F. John Shaw John D. McColl | John R. Best Tony Jordan       | K. C. Carpenter Ciro Ciniglio  |
| Damendoppel  | Iris Rogers June Timperley  | Heather Ward Barbara Carpenter | Madge Alcorn Sheila Ryder      |
| Damendoppel  | Iris Rogers June Timperley  | Heather Ward Barbara Carpenter | Audrey Stone Sylvia Ripley     |
| Mixed        | Tony Jordan June Timperley  | John R. Best Iris Rogers       | John D. McColl Marjorie Warren |
| Mixed        | Tony Jordan June Timperley  | John R. Best Iris Rogers       | Roy A. Rogers Madge Alcorn     |